# Tanaka Giichi
En aquest nom japonès, el cognom és Tanaka.
Tanaka Giichi (田中 義一, 22 de juny de 1864–29 de setembre de 1929) va ser un general de la Marina Imperial Japonesa, polític i vint-i-sisè primer ministre del Japó de 1927 a 1929.

## Biografia
Va néixer en el si d'una família de samurais de Hagi, província de Nagato, a l'actual prefectura de Yamaguchi. Es va graduar de l'Acadèmia de l'Armada Imperial Japonesa i del Col·legi de Guerra de l'Armada en 1892, i va servir amb el grau de major en la primera Guerra Sinojaponesa. Tanaka parlava amb soltesa el rus, idioma que va aprendre durant els anys que va passar a Rússia a finals de segle xix i principis del segle xx com a enviat del departament d'espionatge de l'Estat Major japonès per informar sobre l'estat del país i de les seves forces armades. Ja el 1901, quan encara residia a l'imperi rus, estava convençut que aquest era el principal adversari del Japó i va apostar per derrotar-lo abans que concloguessin les obres del ferrocarril transsiberià. La victòria sobre Rússia permetria, en la seva opinió, conservar Corea i estendre la influència japonesa per Mongòlia, Manxúria i la resta del territori nord-est de la Xina.
Va tornar al Japó el 1902, on va passar a dirigir el departament rus de l'Estat Major. S'afilià a la Kogetsukai, una organització de funcionaris que advocava per declarar la guerra a Rússia, el maig de l'any següent. Va tenir un paper destacat en la planificació bèl·lica que l'exèrcit va posar en pràctica contra Rússia quan la guerra finalment va esclatar el 8 de febrer de 1904. Va participar en la contesa amb el grau de tinent coronel, en qualitat d'ajudant de camp del cap de l'Estat Major de l'Exèrcit de Manxúria, el general Kodama Gentarō. Va tornar amb el seu superior a Tòquio per intentar debades posar fi a les hostilitats després de la costosa victòria a Mukden, perquè temia que el conflicte esgotés els recursos del país.
El 1906 va elaborar un pla de defensa que va ser tingut molt en compte per l'Oficina Administrativa General de l'Armada Imperial Japonesa i va ser adoptat com una política bàsica fins a la Primera Guerra Mundial.
Era un dels protegits de Yamagata Aritomo i Terauchi Masatake, membres de la camarilla de Chōshū. Va ser promogut a major general el 1910, i l'any següent va ser nomenat director de l'Oficina d'Assumptes Militars del Ministeri de Guerra. Va recomanar l'augment de la força de l'exèrcit en dues divisions addicionals d'infanteria. Va participar en la fundació de l'Associació Imperial de Militars en Reserva i de l'Associació de la Joventut Nacional.
Va ser ascendit a general el 1920 i exercí com a ministre de Guerra durant el govern de Hara Takashi (1918-1921) i el segon Govern de Yamamoto Gonnohyōe (1923-1924). Com a tal, va haver d'anunciar la retirada del Japó en la intervenció a Sibèria.
Després de retirar-se de l'exèrcit, va ser convidat a acceptar la presidència del partit Rikken Seiyūkai el 1925 i es va convertir en membre de la Cambra dels Pars. Posteriorment va rebre el títol nobiliari kazoku de danshaku (baró).

## Primer Ministre
Va ser nomenat primer ministre el 20 d'abril de 1927 durant la crisi econòmica del període Shōwa, exercint de manera simultània com a ministre d'Afers exteriors. Era partidari d'una política expansionista agressiva. Malgrat la greu situació financera del país quan va prendre possessió del càrrec, les seves primeres mesures van servir per demostrar fermesa a la Xina, una actitud més agressiva que la del govern anterior, acusat pels ultranacionalistes i pels extremistes del Seiyūkai de feble i antipatriótic. Segons l'almirall Yamamoto GonnohyōeYamamoto Gonnohyōe, que l'havia precedit en el càrrec tres anys abans, la Xina era l'únic afer polític del que parlava Tanaka.
A nivell intern, va reprimir els moviments d'esquerra, comunistes i simpatitzants d'aquests corrents a través d'arrestos massius (com en l'incident del 15 de març de 1928 i l'incident del 19 d'abril de 1929).
Pel que fa a la política exterior, va continuar amb les seves polítiques intervencionistes iniciades quan era oficial militar a la Xina, Manxúria i Mongòlia. En tres ocasions diferents entre 1927 i 1928 va enviar tropes per intervenir militarment la Xina per bloquejar l'Expedició del Nord de Chiang Kai-shek que unificaria Xina sota el règim del Kuomintang. Una de les intervencions va culminar amb combats entre soldats xinesos i japonesos en el denominat incident de Jinan. Va acabar pactant i admetent la unificació de la Xina i va reconèixer l'autoritat del Govern de Nanquín a canvi que Chiang s'allunyés dels comunistes i respectés els drets i interessos japonesos a la Xina. Les seves accions són considerades definitives per a l'inici de la intervenció militar japonesa a la Xina. No obstant això, va ser incapaç de formular una línia política clara en aquest assumpte i durant el seu mandat diversos grups van apostar per aplicar estratègies incompatibles, començant per la negociació i acabant amb la proposta d'ocupació militar de Manxúria. A les negociacions amb diversos polítics xinesos es va oposar al nomenament de Mori Kaku com a viceministre d'Afers Exteriors, perquè era un radical bel·licista amb vincles amb l'exèrcit.
Quant a Manxúria, va negociar indirectament amb el cabdill militar de la regió, Zhang Zuolin, per augmentar les inversions japoneses a la regió, en la creença que amb això calmaria els extremistes. A més, desitjava que Zhang es retirés a Manxúria, per evitar que si era derrotat pel Kuomintang aquest s'apoderés no només de Pequín, sinó també de la regió manxú. L'assassinat de Zhang a les mans d'alguns oficials de l'Exèrcit de Kwantung, que pretenien que el magnicidi canviés la situació a la regió en favor del Japó va desencadenar una crisi, però no l'esperada ocupació de Manxúria. Tanaka s'havia oposat als plans per ocupar la regió perquè creia que tal acció precipitaria una guerra amb els Estats Units, que volia evitar. Tanaka va sorprendre's de l'assassinat i va argumentar que els oficials responsables havien de ser jutjats públicament en un consell de guerra per homicidi. L'entramat militar, al qual Tanaka ja no pertanyia, va insistir a mantenir l'assumpte en secret, actitud que va compartir el seu partit.
Amb escassos suports i amb abundants crítiques de la Dieta i fins i tot de l'emperador Hirohito, a més d'estar disgustat per la falta d'un càstig sever contra els conspiradors, Tanaka i el seu govern van dimitir en bloc.
Va succeir-lo en el càrrec Hamaguchi Osachi, de l'opositor Minseitō i va morir uns mesos després, a causa d'una aturada cardíaca.

## Memoràndum Tanaka
El 1929 la Xina va acusar Tanaka de ser l'autor d'un pla de conquesta imperialista anomenat Memoràndum Tanaka, que justificava la conquesta de Manxúria, Mongòlia i eventualment de tota la Xina. Es creu que va presentar el pla a l'emperador l'any 1927. Actualment, la majoria dels historiadors japonesos consideren que el document és una falsificació. Els xinesos argumenten que a mitjan dècada de 1950 es va publicar un memoràndum per un dels principals involucrats en la revelació del pla, un empresari taiwanès nascut al Japó anomenat Tsai Chih-Kan, dient que ell personalment va copiar el memoràndum original de la Biblioteca Imperial la nit del 20 de juny de 1928 durant una acció encoberta que va ser recolzada per diversos polítics de preguerra i oficials opositors de Tanaka. D'acord amb aquest testimoni, molts llibres d'història a la Xina consideren autèntic l'existència d'aquest document.